# Monte Carlo Open 1996
Il Monte Carlo Masters 1996  è stato un torneo di tennis giocato sulla terra rossa.
È stata la 90ª edizione del Monte Carlo Masters, che fa parte della categoria ATP Super 9 nell'ambito dell'ATP Tour 1996.
Si è giocato al Monte Carlo Country Club di Roquebrune-Cap-Martin in Francia vicino a Monte Carlo,
dal 22 al 29 aprile 1996.

## Campioni

### Singolare
Thomas Muster ha battuto in finale  Albert Costa con il punteggio di 6–3 5–7 4–6 6–3 6–2

### Doppio
Ellis Ferreira /  Jan Siemerink hanno battuto in finale  Jonas Björkman /  Nicklas Kulti con il punteggio di 6–2 6–7 6–2